# 張鶚翼
張鶚翼（1499年—？），字習之，號須野，直隸松江府上海縣人，竈籍，明朝政治人物。

## 生平
嘉靖七年（1528年）戊子科應天鄉試第八十一名舉人，二十年（1541年）中式辛丑科會試第二百八十一名，二甲第六十九名進士。授兵部職方司主事，守山海關，調吏部文選司主事，升郎中，二十九年（1550年）十二月升太常寺少卿，提督四夷館，三十一年（1552年）十二月升南京通政使司右通政，三十二年（1553年）十一月任都察院右僉都御史、巡撫貴州，三十五年（1556年）三月考察引疾致仕。

## 家族
曾祖張昱；祖父張澤；父張錫（？-1528年），號棲閑。前母高氏；母朱氏（封恭人）。永感下。兄張鵬翼（號南海）。